# 30 MINUTES MISSIONS
『30 MINUTES MISSIONS』（30MM、サーティ ミニッツ ミッションズ）は、BANDAI SPIRITSから発売されているプラモデルシリーズ。 
BANDAI SPIRITSホビー事業部が2019年からブランドFUNPORTER（ファンポーター）の一環として展開中のオリジナルプラモデルシリーズ。いわゆるリアルロボット作品に登場する量産機をテーマとしている。単品では約30分ほどで組めるシンプルな構成とし、共通関節とハードピント（ハードジョイント）を用いることにより、自由なカラーコーディネイトやオプションパーツのカスタマイズが可能となっている。

## ストーリー
空間転移門（ゲート）が現れた事件『スカイフォール』から数十年が経った時期、エグザマクスの登場が地球での近代戦争を一変させた。
そして2XXX年末。再び出現した空間転移門よりやってきた惑星バイロン人は地球への侵攻を開始。紛争を続けていた地球側の各国も地球連合を結成しこれに対抗。
かくして地球連合軍とバイロン軍とのエグザマクスを主軸とした全面戦争が勃発した。

## エグザマクス
EXAMACS（Extended Armament & Module Assemble & Combine System 拡張型武装及びモジュール組立結合システム）。地球連合とバイロンが使用するマシーン。モジュール構造でパーツによる変更により多用途での変更拡充を可能とする。

## 地球連合軍

### eEXM-17 アルト ALTO
機体デザイン - 海老川兼武
全高 - 16m / 重量 - 31.5t
地球連合軍所属のエグザマクス・第3世代型。IT企業サイラス開発。
バリエーション
- 01 eEXM-17 アルト[ホワイト] （2019年6月29日発売）
- 02 eEXM-17 アルト[イエロー] （2019年6月29日発売）
- 03 eEXM-17 アルト[ブルー] （2019年6月29日発売）
- 07 eEXM-17 アルト[レッド] （2019年8月10日発売）
- 09 eEXM-17 アルト[ダークグレー] （2019年9月14日発売）
- 11 eEXM-17 アルト[グリーン] （2019年10月12日発売）
- 13 eEXM-17 アルト[ブラック] （2019年11月16日発売）
- 17 eEXM-17 アルト[パープル] （2020年1月25日発売）
- 21 eEXM-17 アルト[グレー] （2020年3月7日発売）
- eEXM-17A アルト[X777部隊所属機]（2021年12月16日発送、プレミアムバンダイ限定販売）
- eEXM-17FA フルアーマーアルト（2025年1月11日発売）

標準装備
- サブマシンガン、ナックルガード

#### アルト 局地戦仕様
局地戦用改装タイプ。空中戦仕様はマルチブースターユニットを装備。陸戦仕様は陸戦用履帯付バックパックでタンク形態に変形する。
- 15 eEXM-17 アルト（空中戦仕様）[ネイビー] （2019年12月21日発売）
- 26 eEXM-17 アルト（空中戦仕様）[オレンジ] （2020年6月13日発売）

装備 - キャノン砲×2、マルチブースターユニット、フライトパック
- 19 eEXM-17 アルト（陸戦仕様）[ブラウン] （2020年2月22日発売）
- 29 eEXM-17 アルト（陸戦仕様）[オリーブドラブ] （2020年8月22日発売）

装備 - 陸戦用バックパック、バズーカ

#### オプションアーマー（アルト用）
- OP-01 近接戦闘用オプションアーマー[アルト用/ダークグリーン] （2019年6月29日発売）
- OP-02 近接戦闘用オプションアーマー[アルト用/オレンジ] （2019年6月29日発売）
- OP-03 長距離狙撃用オプションアーマー[アルト用/ダークグレー] （2019年6月29日発売）
- OP-04 長距離狙撃用オプションアーマー[アルト用/ブルー] （2019年6月29日発売）
- OP-09 指揮官機用オプションアーマー[アルト用/ホワイト] （2019年8月10日発売）
- OP-10 指揮官機用オプションアーマー[アルト用/ブラック] （2019年8月10日発売）

#### オプションウェポン（アルト用）
- W-01 アルト用オプションウェポン1 （2019年6月29日発売）

装備 - アサルトライフル、スナイパーライフル、アックス、ナイフ、ソード

### eEXM-21 ラビオット RABIOT
機体デザイン - 柳瀬敬之

アルトの運用データを基に開発された第4世代型エグザマクス。
バリエーション
- 23 eEXM-21 ラビオット[ホワイト] （2020年4月25日発売）
- 24 eEXM-21 ラビオット[オレンジ] （2020年4月25日発売）
- 25 eEXM-21 ラビオット[ダークグレー] （2020年5月30日発売）
- 32 eEXM-21 ラビオット[ネイビー] （2021年1月9日発売）
- 36 eEXM-21 ラビオット[グリーン] （2021年5月29日発売）
- eEXM-21 ラビオット[R623部隊所属機]（2022年7月21日発送、プレミアムバンダイ限定販売）

標準装備
- ショットガン、バックパック

#### オプションアーマー（ラビオット用）
- OP-15 特殊作業用オプションアーマー[ラビオット用／イエロー] （2020年4月25日発売）
- OP-16 拠点攻撃用オプションアーマー[ラビオット用／ダークブラウン] （2020年4月25日発売）
- OP-17 特殊作業用オプションアーマー[ラビオット用／ライトグリーン] （2020年5月30日発売）
- OP-18 拠点攻撃用オプションアーマー[ラビオット用／ダークグレー] （2020年5月30日発売）
- OP-23 指揮官機用オプションアーマー[ラビオット用／ネイビー] （2020年8月8日発売）
- OP-24 無人偵察用オプションアーマー[ラビオット用／パープル] （2020年9月26日発売）
- OP-25 無人偵察用オプションアーマー[ラビオット用／ライトグレー] （2020年10月14日発売）
- OP-26 指揮官機用オプションアーマー[ラビオット用／ホワイト] （2020年10月14日発売）

#### オプションウェポン（ラビオット用）
- W-07 ラビオット用オプションウェポン1 （2020年7月11日発売）

装備 - バズーカパーツ、スプレーガンパーツ、チェーンソーパーツ、ガンソードパーツ、ショットガンパーツ、バスターソード、ジャマダハル、小型シールド、スリムボディパーツ×1

### eEXM-30 エスポジット ESPOSSITO
機体デザイン - 柳瀬敬之

可変式の量産機
バリエーション
- eEXM-30 エスポジットβ（2021年10月16日発売）
- eEXM-30 エスポジットα（2021年11月13日発売）
- eEXM-30 エスポジットΘ（2022年12月16日発送、プレミアムバンダイ限定販売）
- eEXM-30 エスポジットγ（2024年3月16日発売）

### eEXM-S フォレスティエリ FORESTIERI
機体デザイン - 海老川兼武
バリエーション
- eEXM-S01U フォレスティエリ01（2022年7月30日発売）
- eEXM-S02M フォレスティエリ02（2022年9月10日発売）
- eEXM-S03H フォレスティエリ03（2024年3月16日発売）
- eEXM-S04A フォレスティエリ04（2025年2月19日発送、プレミアムバンダイ限定販売）

### eEXM GIG-R01 プロヴェデル PROVEDEL
機体デザイン - 海老川兼武
バリエーション
- eEXM GIG-R01 プロヴェデル（type-REX 01）（2023年7月29日発売）
- eEXM GIG-C02 プロヴェデル（type-COMMAND 02）（2024年1月20日発売）

### eEXM-9 バスキーロット BASKYROTTO
機体デザイン - 柳瀬敬之
バリエーション
- eEXM-9 バスキーロット[グレー]（2024年4月13日発売）
- eEXM-9 バスキーロット[ブラウン]（2024年6月15日発売）

### eEXM-40 イグライト IGLIGHT
機体デザイン - 海老川兼武
バリエーション
- eEXM-40 イグライト01（2025年7月発売予定）
- eEXM-40 イグライト02（2025年9月発売予定）

## バイロン軍

### bEXM-15 ポルタノヴァ PORTANOVA
機体デザイン - 海老川兼武
全高 - 16m / 重量 - 35.2t
バイロン軍所属のエグザマクス・第3世代型。
バリエーション
- 04 bEXM-15 ポルタノヴァ[グリーン] （2019年7月27日発売）
- 05 bEXM-15 ポルタノヴァ[ダークグレー] （2019年7月27日発売）
- 06 bEXM-15 ポルタノヴァ[レッド] （2019年7月27日発売）
- 08 bEXM-15 ポルタノヴァ[ブルー] （2019年8月10日発売）
- 10 bEXM-15 ポルタノヴァ[イエロー] （2019年9月14日発売）
- 12 bEXM-15 ポルタノヴァ[ホワイト] （2019年10月12日発売）
- 14 bEXM-15 ポルタノヴァ[ネイビー] （2019年11月16日発売）
- 16 bEXM-15 ポルタノヴァ[ブラウン] （2019年12月21日発売）
- 20 bEXM-15 ポルタノヴァ[ブラック] （2020年2月22日発売）
- bEXM-15C ポルタノヴァ(特殊部隊所属機) （2021年12月16日発送、プレミアムバンダイ限定販売）

標準装備
- ショートライフル、ナックルガード

#### ポルタノヴァ 局地戦仕様
局地戦用改装タイプ。宇宙仕様は腰部パーツが拡張され四脚型に換装可能。水中仕様の水中用タンクは腕や脚に装着可能。
- 18 bEXM-15 ポルタノヴァ（宇宙仕様）[グレー] （2020年1月25日発売）
-  ?? bEXM-15 ポルタノヴァ（宇宙仕様）[ダークパープル] （2021年6月12日発売）

装備 - 宇宙用バックパック、アームユニット ライフル、大型クロー
- 22 bEXM-15 ポルタノヴァ（水中仕様）[パープル] （2020年3月14日発売）
- 30 bEXM-15 ポルタノヴァ（水中仕様）[ブルーグレー] （2020年11月7日発売）

装備 - 水中用バックパック、アンカークロー

#### オプションアーマー（ポルタノヴァ用）
- OP-05 近接格闘用オプションアーマー[ポルタノヴァ用/ダークレッド] （2019年7月27日発売）
- OP-06 近接格闘用オプションアーマー[ポルタノヴァ用/サンドイエロー] （2019年7月27日発売）
- OP-07 特殊部隊用オプションアーマー[ポルタノヴァ用/ライトグレー] （2019年7月27日発売）
- OP-08 特殊部隊用オプションアーマー[ポルタノヴァ用/ライトブルー] （2019年7月27日発売）
- OP-12 指揮官用オプションアーマー[ポルタノヴァ用/レッド] （2019年9月14日発売）
- OP-13 指揮官用オプションアーマー[ポルタノヴァ用/ネイビー] （2019年9月14日発売）

#### オプションウェポン（ポルタノヴァ用）
- W-02 ポルタノヴァ用オプションウェポン1 （2019年7月27日発売）

装備 - 中型ビームライフル、ガトリングガン、アックス、ナイフ、ランス

### bEXM-14T シエルノヴァ CIELNOVA
機体デザイン - 渭原敏明

ポルタノヴァと同時期に開発された、指揮通信能力を強化したエグザマクス。
バリエーション
- 27 bEXM-14T シエルノヴァ[ダークグレー] （2020年6月13日発売）
- 28 bEXM-14T シエルノヴァ[グリーン] （2020年6月13日発売）
- 31 bEXM-14T シエルノヴァ[ホワイト] （2020年12月12日発売）
- 35 bEXM-14T シエルノヴァ[ブラック] （2021年5月29日発売）
- bEXM-C14TS シエルノヴァカスタム (宇宙仕様) （2023年12月14日発送、プレミアムバンダイ限定販売）

標準装備
- ハンドガン、バックパック

#### オプションアーマー（シエルノヴァ用）
- OP-19 防衛作戦用オプションアーマー[シエルノヴァ用／グレー] （2020年6月13日発売）
- OP-20 士官部隊用オプションアーマー[シエルノヴァ用／レッド] （2020年6月13日発売）
- OP-21 士官部隊用オプションアーマー[シエルノヴァ用／ダークグリーン] （2020年7月11日発売）
- OP-22 防衛作戦用オプションアーマー[シエルノヴァ用／サンドイエロー] （2020年7月11日発売）
- OP-27 高機動型用オプションアーマー[シエルノヴァ用／ブルー] （2020年12月12日発売）
- OP-28 高機動型用オプションアーマー[シエルノヴァ用／ブラック] （2020年12月12日発売）
- OP-29 指揮官用オプションアーマー[シエルノヴァ用／ホワイト] （2021年1月9日発売）
- OP-30 指揮官用オプションアーマー[シエルノヴァ用／ブルーグレー] （2021年1月9日発売）

#### オプションウェポン（シエルノヴァ用）
- W-08 シエルノヴァ用オプションウェポン1 （2020年9月26日発売）

装備 - スナイパーライフル、ガトリング、大型アックス、ソードメイス、クナイ

### bEXM-28 レヴェルノヴァ REVERNOVA
機体デザイン - 海老川兼武
バリエーション
- bEXM-28 レヴェルノヴァ[グリーン] （2022年4月9日発売）
- bEXM-28G レヴェルノヴァ[陸戦強化仕様] （2023年6月15日発送、プレミアムバンダイ限定販売）
- bEXM-28 レヴェルノヴァ[ブラウン] （2024年5月25日発売）

### bEXM-29 ガルドノヴァ GARDONOVA
機体デザイン - 海老川兼武
バリエーション
- bEXM-29 ガルドノヴァ[ブラウン] （2022年5月21日発売）
- bEXM-29 ガルドノヴァ[グリーン] （2024年5月25日発売）

### bEXM-33 ヴォルパノヴァ VOLPANOVA
機体デザイン - 海老川兼武
バリエーション
- bEXM-33QB ヴォルパノヴァ（クアッドバイクVer.）（2023年4月15日発売）
- bEXM-33T ヴォルパノヴァ（タンクVer.）（2023年5月20日発売）

### bEXM-21 ヴェルデノヴァ VERDENOVA
機体デザイン - 海老川兼武
バリエーション
- bEXM-21 ヴェルデノヴァ[グリーン]　(2024年7月27日発売)
- bEXM-21 ヴェルデノヴァ[ネイビー]　(2024年8月24日発売)

### bEXM-6 ラウンドノヴァ ROUNDNOVA
機体デザイン - 海老川兼武
バリエーション
- bEXM-6 ラウンドノヴァⅠ（2025年5月24日発売）
- bEXM-6 ラウンドノヴァⅡ（2025年6月14日発売）

## マクシオン軍

### EXM-A9 スピナティオ SPINATIO
機体デザイン - 海老川兼武
バリエーション
- 33 EXM-A9s スピナティオ (戦国仕様) （2021年4月24日発売）

※初回限定生産：［J1ランナー/ 30MMジョイント1］(OP-11 オプションバックパック1)同梱
- 34 EXM-A9n スピナティオ (忍者仕様) （2021年5月22日発売）
- EXM-A9a スピナティオ（アーミー仕様）（2022年2月11日発売）
- EXM-A9k スピナティオ（ナイト仕様）（2022年11月12日発売）
- EXM-A9sg スピナティオ (将軍仕様) （2023年3月16日発送、プレミアムバンダイ限定販売）
- EXM-A9bk スピナティオ (ブラックナイト仕様) （2024年6月19日発送、プレミアムバンダイ限定販売）
- EXM-A9rk スピナティオ (ロイヤルナイト仕様) （2025年2月15日発売）

### EXM-E7 スピナティア SPINATIA
機体デザイン - 海老川兼武
バリエーション
-  ?? EXM-E7f スピナティア (フェンサー仕様) （2021年7月17日発売）
-  ?? EXM-E7a スピナティア (アサシン仕様) （2021年8月7日発売）
- EXM-E7c スピナティア（コマンド仕様）（2022年3月12日発売）
- EXM-E7r スピナティア（リーパー仕様）（2023年2月11日発売）

### EXM-H15 アチェルビー ACERBY
機体デザイン - 島田フミカネ
バリエーション
- EXM-H15A アチェルビー（TYPE-A）（2023年10月14日発売）
- EXM-H15B アチェルビー（TYPE-B）（2023年11月18日発売）
- EXM-H15C アチェルビー（TYPE-C）（2024年2月17日発売）
- EXM-H15D アチェルビー（TYPE-D）（2024年10月26日発売）
- EXM-H15E アチェルビー（TYPE-E）（2024年12月21日発売）

### EXM-X20 レヴィニクス REVINIX
機体デザイン - 刑部一平
バリエーション
- EXM-X20A レヴィニクス (TYPE-A) （2025年10月発売予定）
- EXM-X20B レヴィニクス (TYPE-B) （2025年11月発売予定）

## 共用

### ロイロイ Roy-Roy
Roy-Roy（Researcher-Observer-Yaeger）。
補助及び支援用AI小型ロボ。

### エグザビークル ExA Vehicle
ExA Vehicle（Extended Armament Vehicle）。
サポートメカ。
機体デザイン - 島田フミカネ
- 01 エグザビークル（エアファイターVer.）[ホワイト] （2020年5月30日発売）
- 02 エグザビークル（エアファイターVer.）[グレー] （2020年5月30日発売）

- 03 エグザビークル（タンクVer.）[オリーブドラブ] （2020年7月11日発売）
- 04 エグザビークル（タンクVer.）[ブラウン] （2020年8月22日発売）

- 05 エグザビークル（アタックサブマリンVer.）[ライトグレー] （2020年11月7日発売）
- 06 エグザビークル（アタックサブマリンVer.）[ブルーグレー] （2020年12月5日発売）

- 07 エグザビークル（スペースクラフトVer.）[パープル] （2021年2月20日発売）
- 08 エグザビークル（スペースクラフトVer.）[ブラック] （2021年6月12日発売）

機体デザイン - 不明
- 09 エグザビークル（キャノンバイクVer.） （2021年6月26日発売）
- 10 エグザビークル（ドッグメカVer.） （2021年9月18日発売）

- 11 エグザビークル（小型量産機Ver.） （2021年12月11日発売）
- 12 エグザビークル（装甲突撃メカVer.） （2022年10月22日発売）
- 13 エグザビークル（カスタマイズキャリアVer.） （2023年6月17日発売）
- 14 エグザビークル（ティルトローターVer.） （2023年9月9日発売）
- 15 エグザビークル（多脚メカVer.） （2023年11月18日発売）
- 16 エグザビークル（ホースメカVer.）[ダークグレー] （2024年3月16日発売）
- 17 エグザビークル (ホースメカVer.) [ホワイト] （2024年11月16日発売）
- 18 エグザビークル（小型可変機Ver.）（2024年12月7日発売）
- 19 エグザビークル (ウィングモービルVer.) （2025年1月25日発売）
- 20 エグザビークル (メタルキャノンバイクVer.) （2025年3月15日発売）
- 21 エグザビークル (ホイールモービルVer.) （2025年3月15日発売）
- 22 エグザビークル (ブーストブレイブバイクVer.) （2025年8月発売予定）
- 23 エグザビークル (ブーストワイルドバイクVer.) （2025年12月発売予定）

### オプションパーツ
- OP-11 オプションバックパック1 （2019年8月10日発売）  構成［J1ランナー /30MMジョイント1]   　　［］
- OP-14 オプションバックパック2 （2019年9月14日発売） 構成［J1ランナー /30MMジョイント1]   　　［］

### オプションウェポン
- W-03 マルチブースターユニット （2019年8月10日発売）
- W-04 アームユニット ライフル/大型クロー （2019年9月14日発売）
- W-05 オプションパーツセット1 （2020年2月22日発売）

装備 - サイドアーマー×2、追加スラスター×2、爆発反応装甲×4、キャノン砲×2、レールガン×2、ミニガン×2、サーチライト×2
- W-06 オプションパーツセット2 （2020年3月14日発売）

装備 - サイドアーマー、ロケットランチャー×2、脚部延長パーツ×2、爆発反応装甲×2、追加ブースター×2、フック×2、スモークディスチャージャー×2、ミサイルポッド×2
- W-09 オプションパーツセット3 （2021年3月20日発売）

装備 - 大型ランス用パーツ×1式、大型ドリル用パーツ×1式、大型ソード用パーツ×1式、大型シールド用パーツ×1式
- W-10 オプションパーツセット4(戦国アーマー) （2021年4月24日発売）

装備 - 蛇腹ユニット×1式、フロント・リア・サイドアーマーパーツ×1式、大型ショルダー×1、足軽、武者ヘッドパーツ×各1、肘パーツ×2、ドラゴンヘッド×1
- W-11 カスタマイズウェポンズ(戦国兵装) （2021年5月22日発売）

装備 - 矢×1、弓矢中継ユニット×1、刀×1、刀(短)×1、鞘×1、鞘(短)×1、ライフル×1、ライフル拡張パーツ×2種、ブレード×2、柄×1、先端パーツ(槍、薙刀)×各１、水蜘蛛×2、ハンドパーツ　忍者手（右）
- W-12 オプションパーツセット5(マルチウィング/マルチブースター) （2021年7月17日発売）

装備 - マルチウィング×1、マルチブースター×1、マスク×2種、ツインテールパーツ×1、ポニーテールパーツ×1、ジョイントパーツ×1式
- W-13 カスタマイズウェポンズ(魔法武装) （2021年8月7日発売）

装備 - マジックサークル×1、グリップパーツ×1、先端パーツ(マジックスタッフ、マジックワンド、大鎌)×各1、先端エフェクトパーツ(ビームウィップ、ビームレイピア、ビームソード)×各1、ハンドパーツ マジックサークル用手(左右)、ジョイントパーツ×1式
- W-14 オプションパーツセット6(カスタマイズヘッドA) （2021年10月16日発売）

装備 - ヘッドパーツ×1、カスタマイズヘッドパーツ×1式、カスタムジョイント×1式
- W-15 カスタマイズウェポンズ(ファンタジー武装) （2021年11月13日発売）

装備 - 鎖鎌×1、モーニングスター×1、銃×1、銃カスタマイズパーツ×1式、ハンマー×1、リード線×1
- W-16 オプションパーツセット7(カスタマイズヘッドB) （2022年4月9日発売）

装備 - ヘッドパーツ×1、カスタマイズヘッドパーツ×1式、カスタムジョイント×1式
- W-17 オプションパーツセット8(マルチバックパック) （2022年5月28日発売）

装備 - フォールディングキャノン×1式、ミサイル×2、キャリングケース×1式、バッテリーパック×2、爆薬×2、ポーチ×2、手首延長パーツ×2、リュック風可動ブースター×1、大型ラック×1式、30 MINUTES汎用ジョイントランナー×1
- W-18 カスタマイズウェポンズ(ガトリングユニット) （2022年6月11日発売）

装備 - コアライフル×1、ガトリングユニット×1式、レールガンユニット×1、マガジン×2種、バレルユニット×2種
- W-19 オプションパーツセット9(大型ブースターユニット) （2022年8月13日発売）

装備 - コアパーツ×1、大型脚部ブースターユニット×1、スラスターユニット×1、シールドバインダー×2、バックパック中継パーツ×1、ジョイントパーツ×1
- W-20 カスタマイズウェポンズ(ミリタリー武装) （2022年9月10日発売）

装備 - ライフル×1、リボルバー×1、ホルスター×1、ショットガン×1、ハンドガン×1、ランチャー×1、コンバットナイフ×1、シールド×1
- W-21 オプションパーツセット10(大型プロペラントタンクユニット) （2022年11月12日発売）

装備 - ベースブロック×1、ヘッドブロック×1、大型ブースター×2、大型プロペラントタンク×2、ジョイントパーツ×1
- W-22 オプションパーツセット11(大型キャノン/アームユニット) （2023年1月21日発売）

装備 - 大型キャノン×1、アームユニット(左右)×1、大型ハンドパーツ平手(左右)、握り手(左右)、カスタマイズヘッドパーツ(マスク×1、ベースパーツ×2)
- W-23 オプションパーツセット12(ハンドパーツ/マルチジョイント) （2023年4月15日発売）

装備 - ハンドパーツSサイズ6種(左右)×1式、ハンドパーツMサイズ3種(左右)×1式、手甲パーツSサイズ(Aタイプ)グレー×4、ホワイト×2、手甲パーツSサイズ(Bタイプ)グレー×4、ホワイト×2、手甲パーツMサイズ(Cタイプ)グレー×4、ホワイト×2、マルチジョイント×1式
- W-24 カスタマイズウェポンズ(エネルギー武装) （2023年5月20日発売）

装備 - 合体剣×1式、刀身パーツ(クリアブルー)×1式、刀身パーツ(グレー)×1式、中型剣持ち手パーツ(柄＋鍔)×2セット、エネルギータンクパーツ(クリアブルー)角型×1、丸型×1、エネルギータンクパーツ(グレー)角型×1、丸型×1
- W-25 カスタマイズウェポンズ(ヘビーウェポン1) （2023年8月26日発売）

装備 - キャノン×2、ミサイルポッド×2、バックパック×1、大型ソード(ハンドブレード＋ショートアックス)×1、大型シールド×1、ジョイントパーツ×1式
- W-26 オプションパーツセット13(レッグブースター/ワイヤレスウェポンパック) （2023年10月28日発売）

装備 - ワイヤレスウェポンパック×1式、レッグブースター×2、ヘッドアクセサリー×1式、ショルダーアーマー×1式、マルチジョイント×1式
- W-27 オプションパーツセット14(マルチクロス) （2023年12月9日発売）

装備 - マントパーツ×1式、襟巻パーツ×2種、マフラーパーツ×2種
- W-28 オプションパーツセット15(マルチバーニア/マルチジョイント) （2024年1月20日発売）

装備 - バーニアパーツ×1式、アーマーパーツ×1式、ダクトパーツ×1式、ジョイントパーツ×1式
- W-29 オプションパーツセット16(アームユニット/レッグユニット)　(2024年6月15日発売)

装備 - レッグユニット×1式、アームユニット×1式、ヘッドパーツ×1、ボディパーツ×1、ジョイントパーツ×1式
- W-30 カスタマイズウェポンズ(ヘビーウェポン2)　(2024年8月24日発売)

装備 - バックパック×1、大型ラウンドシールド×1、ライフル×1、レドーム×1、軟質リンクベルト×1、ジョイントパーツ×1式
- W-31 オプションパーツセット17(ウィングユニット1)（2024年11月16日発売）

装備 - ウィングユニット×1、ジョイントパーツ×2
- W-32 オプションパーツセット18(アームユニット/レッグユニット2) （2025年2月15日発売）

装備 - レッグユニット×1式、アームユニット×1式、ヘッドパーツ×1、ボディパーツ×1、ジョイントパーツ×1式
- W-33 オプションパーツセット19(マルチシールド) （2025年5月24日発売)

装備 - シールド×1式、バックパック×1式、小型パイルバンカー×1式、マルチジョイント×1式
- W-34 カスタマイズウェポンズ(プラズマ武装) （2025年6月14日発売)

装備 - プラズマソー×1式、プラズマカッター×1式、プラズマナイフ×1式、スタンバトン×1式、ロンググリップ×1、ハンドパーツ×1式
- W-35 オプションパーツセット20(フルアーマーユニット1) （2025年7月発売予定）

装備 - バックパック/アーマー×1式、キャノンブレード×2、ジョイントパーツ×1式
- W-36 オプションパーツセット21(マルチミサイル1) （2025年8月発売予定）

装備 - ミサイル×1式、煙エフェクトパーツ×1式、砲台用支柱×1式、グリップ×2、パイロン×2
- W-37 オプションパーツセット22(ウィングユニット2)（2025年11月発売予定）

装備 - ウィングユニット×1、ジョイントパーツ×2

### カスタマイズシーンベース
- 01 カスタマイズシーンベース （2020年5月16日発売）
- 02 カスタマイズシーンベース（砂漠Ver.） （2020年5月16日発売）
- 03 カスタマイズシーンベース（雪原Ver.） （2020年5月30日発売）
- 04 カスタマイズシーンベース（情景Ver.） （2020年6月27日発売）
- 05 カスタマイズシーンベース（水中Ver.） （2020年11月28日発売）
- 06 カスタマイズシーンベース（市街地Ver.） （2021年3月20日発売）

### カスタマイズエフェクト
- 01 カスタマイズエフェクト（銃撃イメージVer.）[イエロー] （2020年6月27日発売）
- 02 カスタマイズエフェクト（銃撃イメージVer.）[ブルー] （2020年6月27日発売）
- 03 カスタマイズエフェクト（爆発イメージVer.）[オレンジ] （2020年8月8日発売）
- 04 カスタマイズエフェクト（爆発イメージVer.）[グレー] （2020年8月8日発売）
- 05 カスタマイズエフェクト（斬撃イメージVer.）[グリーン] （2020年10月7日発売）
- 06 カスタマイズエフェクト（斬撃イメージVer.）[ブルー] （2020年10月7日発売）
- 07 カスタマイズエフェクト（アクションイメージVer.）[イエロー] （2021年2月6日発売）
- 08 カスタマイズエフェクト（アクションイメージVer.）[レッド] （2021年2月6日発売）

### 水転写式デカール
- 01 水転写式デカール 汎用1 （2020年12月12日発売）

## 30MM CUSTOMIZE MISSIONS
ユーザー参加型ミッション。作例をTwitterで投稿して参加。
1st DESERT MISSION
応募期間 ： 2019年9月30日-2019年11月15日
砂漠戦 (第4砂漠区) ／ 地球連合軍の勝利
Twitter fav数 ／ 地球連合軍 7,809 ： バイロン軍 6,963
2nd CITY MISSION
応募期間 ： 2019年12月13日-2020年1月31日
市街戦 (工業都市、Nシティ)  ／ バイロン軍の勝利
Twitter fav数 ／ 地球連合軍 35,240 ： バイロン軍 39,557
EX Roy-Roy Fes 2020
応募期間 ： 2020年2月10日-2020年2月16日
Twitter fav数 ／ 15,988ロイロイ
3rd JUNGLE MISSION
応募期間 ： 2020年3月6日-2020年4月5日
密林戦 (南半球、ポイントS) ／ 地球連合軍の勝利
Twitter fav数 ／ 地球連合軍 115,987 ： バイロン軍 100,936
4th DESERT CITY
応募期間 ： 2020年4月24日-2020年5月31日
砂漠戦 (第4砂漠区湾岸、城塞都市S「エデンス・ウォール」) ／ バイロン軍の勝利
Twitter fav数 ／ 地球連合軍 210,209 ： バイロン軍 222,336
5th MOON MISSION
応募期間 ： 2020年7月10日-2020年8月24日
月面戦 (月面、T渓谷) ／ バイロン軍の勝利
Twitter fav数 ／地球連合軍 212,598 ：バイロン軍 221,547
EX Halloween night
応募期間 ： 2020年10月7日-2020年10月19日
6th COLD REGION
応募期間 ：2020年11月13日-2020年12月14日
寒冷地戦 (北半球、寒冷地E) ／地球連合軍の勝利
Twitter fav数 ／ 地球連合軍 222,760 ： バイロン軍 220,511

## 関連書籍
- 30 MINUTES MISSIONS コンプリーション (ホビージャパン)

出版年月日 ： 2021年2月27日
ISBN ： 9784798623207
定価 ： 本体2,500円＋税
特別付録 ： eEXM-17 アルト[HJスペシャルカラー] ／ 海老川兼武 新規オリジナルデザイン 特製水転写デカール

## ARMORED CORE Ⅵ FIRES OF RUBICON
- RaD CC-2000 ORBITER ナイトフォール（2024年9月21日）
- SCHNEIDER NACHTREIHER/40E スティールヘイズ（2024年9月21日）
- RaD CC-2000 ORBITER（2024年12月7日）
- BALAM INDUSTRIES BD-011 MELANDER ライガーテイル（2024年12月21日）
- RaD CC-3000 WRECKER ミルクトゥース（2025年6月21日）
- BALAM INDUSTRIES BD-011 MELANDER（2025年6月21日）
- ARQUEBUS ADD VE-40A オープンフェイス（2025年9月予定）
- ARQUEBUS ADD VE-40A（2025年12月予定）

### オプションパーツセット
- WEAPON SET01（2024年9月21日）
- WEAPON SET02（2024年12月7日）
- WEAPON SET03（2025年2月15日）
- WEAPON SET04（2025年3月15日）
- WEAPON SET05（2025年6月21日）
- WEAPON SET06（2025年9月予定）

## 30 MINUTES SISTERS
BANDAI SPIRITS ホビー事業部初のオリジナルガールズプラモデルブランド。FIND BUILDをコンセプトに、キャラメイキング✕カスタマイズで簡単にキャラクラーを組み立てることができる。3mm軸を採用しているため、30 MINUTES MISSIONSのパーツを装着させることが可能。

### ストーリー（30MS）
3XXX年、デジタル実体化装置SYMBICSIS TERMINALの開発によりデジタル生命体SISTER（シスター）が誕生。突如として開いた異世界転移門（ゲート）に対しSISTERSとBRAIN（ブレイン）たる者たちが立ち向かう。

### SISTER（30MS）
担当声優は、公式YouTubeで公開されているプロモーション動画などでの配役。
- SIS-G00 リシェッタ（声：天海由梨奈）
  - 無邪気でスピード自慢のシスター。
- SIS-A00 ティアーシャ（声：礒部花凜）
  - 自信家で勝ち気な性格。索敵能力に秀でた一撃必殺タイプのシスター。
- SIS-A00 ルルチェ（声：船戸ゆり絵）
  - マイペースでのんびり屋。防御力に秀でたシスター。
- SIS-D00 ネヴァリア（声：星希成奏）
- SIS-M00 イルシャナ（声：稗田寧々）

### パーツ（30MS）
- SIS-G00 リシェッタ[カラーA]
- SIS-A00 ティアーシャ[カラーB]
- SIS-A00 ルルチェ[カラーC]
- SiS-Gc69r アルカ=カルティー（カルテットフォーム）
- SIS-Ac25g ファル=ファリーナ（コンダクターフォーム）
- SIS-T00 リリネル[カラーA]
- SIS-T00 ララネル[カラーB]
- SIS-D00 ネヴァリア[カラーA]
- SIS-Ac65n パワラリー=パリトン（グラーヴェフォーム）
- SiS-Ac19b シアナ=アマルシア（ヴィヴァーチェフォーム）
- SIS-M00 イルシャナ
- SIS-Gc11w スティプラ=ステロイ（アルディートフォーム）
- SIS-Tc20g ツキルナ=ディアース（イノセンテフォーム）
- SIS-Dc88w エリエネ=エリエリカ（エレガントフォーム）
- SIS-F00 ユフィア[カラーA]
- SIS-Tc10m レプレロ=プローペン（スケルツァンドフォーム）
- リシェッタ(フリージアウェア)[カラーA]
- SIS-Dc75b ノティリカ=トラティリカ (コモドフォーム)
- SIS-N00 ソウレイ[カラーＢ]
- SIS-H00 セスティエ[カラーC]
- SIS-Y00 シュレミ[カラーB]
- SIS-Mc42p ニャレンティ=ニャボロ (プレストフォーム)
- SIS-V00 ライディラ[カラーA]
- ティアーシャ(ダリアウェア)[カラーB]
- SIS-K00 ミコルル[カラーB]
- ウマ娘 トウカイテイオー
- 櫻木真乃
- 大崎甘奈
- 月岡恋鐘
- 黛冬優子
- 天海春香 (20th Anniv. YOU AND アイ!)
- 如月千早 (20th Anniv. YOU AND アイ!)
- 和泉愛依
- 星井美希 (20th Anniv. YOU AND アイ!)

オプションフェイスパーツ
- Vol.1 表情セット1[カラーA]
- Vol.1 表情セット2[カラーB]
- Vol.1 表情セット3[カラーA]
- Vol.1 表情セット4[カラーA]
- 表情セット5[カラーB]
- 表情セット6[カラーC]
- 表情セット7[カラーA]
- 表情セット8[カラーB]

オプションヘアスタイルパーツ
- Vol.1 ツインテール1[ピンク1]
- Vol.1 ツインテール2[イエロー1]
- Vol.1 ショートヘア1[レッド1]
- Vol.1 ショートヘア2[ネイビー1]
- Vol.2 ポニーテールヘア1[ネイビー1]
- Vol.2 ポニーテールヘア2[レッド2]
- Vol.2 ミディアムヘア1[ブラウン1]
- Vol.2 ミディアムヘア2[パープル1]
- Vol.3 ロングヘア1[ブラック1]
- Vol.3 ロングヘア2[レッド2]
- Vol,3 ツインテール3[パープル1]
- Vol.3 ポニーテールヘア3[イエロー2]
- Vol.4 ショートヘア3[ブラウン2]
- Vol.4 ミディアムヘア3[ピンク2]
- Vol.4 ロングヘア3[イエロー1]
- Vol.4 ロングヘア4[ホワイト1]
- Vol.5 ロングヘア5[ブラウン3]
- Vol.5 ショートヘア1[イエロー1]
- Vol.5 ツインテール4[ホワイト1]
- Vol.5 ショートヘア2[グリーン1]
- Vol.6 ロングヘア1[ピンク1]
- Vol.6 ミディアムヘア1[イエロー31]
- Vol.6 ポニーテールヘア4[パープル1]
- Vol.6 ミディアムヘア2[ブラウン1]
- Vol.7 ストレートヘア1[レッド2]
- Vol.7 ポニーテールヘア5[ホワイト1]
- Vol.7 ツインテール5[ネイビー1]
- Vol.7 ロングヘア2[イエロー2]
- Vol.8 ツインテール6[イエロー1]
- Vol.8 ストレートヘア2[ブラウン3]
- Vol.8 ストレートヘア3[パープル1]
- Vol.8 ロングヘア3[ネイビー1]
- Vol.9 ポニーテールヘア6[ブラウン2]
- Vol.9 ミディアムヘア4[ブルー1]
- Vol.9 ショートヘア3[ピンク2]
- Vol.9 ポニーテールヘア7[グリーン2]
- Vol.10 ミディアムヘア3[ホワイト1]
- Vol.10 ミディアムヘア5[レッド3]
- Vol.10 ショートヘア2[ブラウン4]
- Vol.10 ツインテール7[ブラック1]
- Vol.11 ロングヘア5[ホワイト1]
- Vol.11 ツインテール8[ピンク1]
- Vol.11 ポニーテールヘア3[ブラック1]
- Vol.11 ロングヘア4[イエロー3]
- Vol.12 ミディアムヘア2[イエロー4]
- Vol.12 ツインテール9[ブラウン5]
- Vol.12 ミディアムヘア6[パープル2]
- Vol.12 ストレートヘア1[ネイビー1]

オプションボディパーツ
- タイプG01[カラーA]
- タイプA01[カラーB]
- タイプG02[カラーC]
- タイプA02[カラーA]
- タイプG03[カラーB]
- タイプS01[カラーA]
- アームパーツ&レッグパーツ[カラーA]
- タイプS02[カラーB]
- アームパーツ&レッグパーツ[カラーB]
- タイプS03[カラーC]
- アームパーツ&レッグパーツ[カラーC]
- アームパーツ&レッグパーツ[ホワイト/ブラック]
- タイプA03[カラーC]
- タイプS04[カラーC]
- アルファシスターズファンタズム1[カラーA]
- タイプS05[カラーA]
- タイプS06[カラーB]
- タイプMD01[カラーA]
- アームパーツ&レッグパーツ[ブラウン]
- ビヨンドザブルースカイ1[カラーA]
- ビヨンドザブルースカイ2[カラーA]
- ビヨンドザブルースカイ1[カラーB]
- ビヨンドザブルースカイ1[カラーC]
- シグマシスターズパラドクス[カラーA]
- アルファシスターズファンタズム2[カラーC]

オプションパーツセット
- セット1（スピードアーマー）
- セット2（フライトアーマー）
- セット3（メカニカルユニット）
- セット4（ステルスアーマー）
- セット5（ヘビーアーマー）
- セット6（チェイサーコスチューム）[カラーA]
- セット7（イビルコスチューム）[カラーA]
- セット8（スカウトコスチューム）[カラーC]
- セット9（コマンダーコスチューム）[カラーC]
- セット10（リーパーアーマー）
- セット11（ファングコスチューム）[カラーA]
- セット12（リーパーコスチューム）[カラーA]
- セット13（タクティカルコスチューム）[カラーB]
- セット14（スポッターコスチューム）[カラーB]
- セット15（ナイトメアコスチューム）[カラーC]
- セット16 (フェアリーコスチューム) [カラーB]
- セット17 (エイダーコスチューム) [カラーA]
- セット18 (サージェントコスチューム) [カラーC]
- セット19 (ダッシュユニット) [カラーA]
- セット20 (フロートユニット) [カラーB]
- セット21（スプリントコスチューム）[カラーB]
- セット22（ターボコスチュームα）[カラーB]

オプションハンドパーツ
- [ホワイト/ブラック]

オプションヘアスタイル&フェイスパーツセット
- 風野灯織/八宮めぐる
- 大崎甜花/桑山千雪
- 三峰結華/幽谷霧子
- 田中摩美々/白瀬咲耶

## 30 MINUTES FANTASY
ファンタジー要素を取り入れ、シルエット（素体）にアーマークロス（装甲換装）を行うことでジョブチェンジとクラスアップが可能。

### ストーリー（30MF）
文明を失った世界<ドゥロー>。かつて地球に隕石群が降り注ぎ、地球規模の環境変化が起こり、人類に有害となる物質、のちにエレメントと呼ばれる物質があふれ地球の人口は大幅に減少した。
生き残った人類も宇宙へ脱出する者を相次いだ。そんな絶望を変えようと科学者たちは地球に人類を再び住めるためのマクシミリアン計画で計画のかなめであるエレメントコアと機械生命体「マクシミリア」の開発に成功する。
人類とマクシミリアはそれぞれ七世紀の時を超えて多くの国を建国する。
マクシミリアと共存する「リーベル共和国」とマクシミリアを支配する「ローザン帝国」に分かれて。

### キャラクター（30MF）

#### リーベル共和国
- リーベルナイト
- リーベルファイター
- リーベルプリースト
- リーベルアーチャー
- リーベルアサシン
- リーベルランサー
- リーベルウィザード

#### ローザン帝国
- ローザンナイト
- ローザンファイター
- ローザンプリースト
- ローザンアーチャー
- ローザンアサシン
- ローザンランサー
- ローザンウィザード

#### 竜人族
- ドラゴニアナイト

### パーツ（30MF）
クラスアップアーマー
- リーベルホーリーナイト
- リーベルパラディン
- ローザンホーリーナイト
- ローザンパラディン
- リーベルウォーリア
- リーベルヴァイキング
- ローザンウォーリア
- ローザンヴァイキング
- リーベルビショップ
- ローザンビショップ
- リーベルアサシンスラッシュ
- ローザンアサシンスラッシュ
- リーベルソーサラー
- リーベルエンチャンター
- ローザンソーサラー
- ローザンエンチャンター
- ドラゴニアロード

アイテムショップ1
- ナイトオプション

アイテムショップ2
- ファイターオプション

アイテムショップ3
- ウェポンオプション

アイテムショップ4
- クエストオプション

ストラクチャー
- カスタマイズストラクチャー1

## 30 MINUTES PREFERENCE
様々なキャラクターのプラモデル

### キャラクター
ぼっち・ざ・ろっく!
- 後藤ひとり（2025年3月22日発売）
- 喜多郁代（2025年9月発売予定）

ヱヴァンゲリヲン新劇場版
- 綾波レイ(プラグスーツVer.)（2025年10月発売予定）